# Un meurtre
Un meurtre est une nouvelle d’Anton Tchekhov (en russe : Oubiistvo).

## Historique
Un meurtre est initialement publiée dans la revue russe La Pensée russe, livre XI du 23 novembre 1895.

## Résumé
Après la messe célébrée à la gare de Progonnaïa, Matvéï Térékhov raconte sa vie à Joukov le gendarme et Serguéï le patron de la buvette. Aussi loin qu’il se rappelle, il a été très pratiquant. Il suivait les commandements de l’Église : pas d’alcool, de cigarette, chasteté absolue. Il s’imposait des jeûnes non prescrits, des mortifications, puis jugeant les prêtres indignes de sa foi, il s’est construit un oratoire. Les femmes, attirées par sa pureté, ont accouru : ils ont fini dans la luxure.
Un homme saint lui a ouvert les yeux : ce besoin de pureté était signe d’orgueil. Il en est tombé malade. Alité six mois, il mène depuis une vie normale. Il a été ouvrier dans une faïencerie, mais a dû arrêter de travailler à cause d’un accident de travail.
Il habite maintenant chez Iakov, son cousin, qu’il n’apprécie guère. Le père de ce dernier avait accaparé l’héritage de leur grand-père, un Vieux-croyant. Matvéï attend sa part, mais Iakov n’a pas de liquidité, tout son capital est investi. Iakov et sa sœur Aglaé sont très pratiquants, tellement, qu’ils pratiquent chez eux pour ne pas se souiller à l’église ou l’on boit du vin. Cela ne l’empêche pas de vendre de la vodka et de faire l’usurier.
La cohabitation forcée entre les cousins est de plus en plus difficile. Matvéï, qui est revenu des excès religieux, voudrait qu’Iakov revienne à une foi plus normale, sans excès, mais Iakov ne le supporte pas. 
L'étincelle qui déclenche le meurtre vient de ce que Matvéï mette de l’huile dans ses pommes de terre. Pour Iakov, c’est une profanation pendant le carême. Aglaé assomme Matvéï avec la bouteille d’huile, Iakov lui fracasse la tête à coup de fer à repasser. Malheureusement, Serguéï a été témoin de la scène. Iakov lui propose mille cinq cents roubles pour son silence.
Le corps de Matvéï est transporté plus loin sur le chemin.
Deux jours plus tard, le juge et le commissaire fouillent la maison d’Iakov. La famille est arrêtée, puis Serguéï. Iakov est condamné à vingt ans de travaux forcé, Aglaé à treize de bagne, Serguéï dix et Dachoutka six.
Iakov est à Sakhaline : il a compris où était Dieu et comment il faut le servir.

## Extraits
- Les jours de carême, je ne trouvais pas ça dur, on n’a faim que pendant les premiers jours, après on s’habitue, ça devient de plus en plus facile et on s’aperçoit à la fin de la semaine, ça va tout à fait bien.
- Rappelle-toi Matvéï, tout ce qui sort de l’ordinaire vient du diable.

## Les personnages
- Matvéï Térékhov, quarante-cinq ans.
- Iakov Térékhov, cinquante-cinq ans, veuf, cousin de Matvéï, très pratiquant.
- Aglaé Térékhov, sœur d’Iakov.
- Dachoutka, dix-huit ans, fille d’Iakov, retardée mental.
- Serguéï, patron de la buvette de la gare.
- Joukov, brigadier de gendarmerie.

## Édition française
- Un meurtre, traduit par Édouard Parayre, révision de Lily Dennis, Bibliothèque de la Pléiade, éditions Gallimard, 1971  (ISBN 2 07 0106 28 4).
- Première publication française, traduction de Claire Ducreux, Revue Blanche, 1902 (3,50 F). Compte rendu dans l'Illustration du 4 octobre 1902. Dans le même volume : Paysans (Les moujiks).